# Structurae
 Structurae , în original în latină, Structuri în limba română, este o bază de date online conținând lucrări de inginerie structurală și inginerie civilă de toate tipurile, așa cum sunt poduri, turnuri, clădiri înalte, zgârie-nori, baraje, ș.a.m.d.. În mod suplimentar, Structurae conține și informații despre diverși specialiști angajați în opera de realizare a acestor structuri, ingineri, arhitecți și constructori, precum și despre diferite companii implicate în designarea, planificarea și realizarea acestor structuri.
Cuvântul structurae a fost ales conform strūctūra, din latină, la nominativ plural, desemnând substantivul la plural, structuri, sau din genitivul singular, desemnând acțiunea de construire în sine (structurarea) precum și rezultatul final al acesteia (finalizarea structurii). 
Structurae este un proiect fondat prin contribuțiile a sute de voluntari, care folosesc în comun datele, informațiile și imaginile a diferite structuri prezentate pe un sit web. Multe dintre acestea conțin referiri la publicații de specialitate precum și la alte surse. Fondatorul sitului web Nicolas Janberg, este un pedagog și constructor de poduri franco - german, care a creat Structurae în 1998 după ce anterior crease un sit similar în timpul perioadei cât fusese un asistent la Departamentul d inginerie civilă al Princeton University. Realizarea web sitului Structurae s-a bazat pe idea și structurarea existentă în baza de date arhitecturală archINFORM, care este considerată un proiect de pionierat în catalogarea clădirilor pe Internet.
Baza de date a Structurae precum și web situl sunt disponibile în trei limbi, engleză, franceză și germană. Există peste 100.000 de pagini individuale programate în ColdFusion și utilizând baza de date MySQL.